# چارلز رمز
چارلز رمز (انگلیسی: Charles Romes) متولد ۱۶ دسامبر ۱۹۵۴ است.